# 마에카와 구니오
마에카와 구니오(前川國男, 1905년 5월 4일 - 1986년 6월 26일)는 일본의 건축가이다.
르 코르뷔지에, 안토닌 레이먼드의 아래서 공부하여 모더니즘 건축의 기수로서, 제2차 세계대전 후의 일본건축계를 리드하였다. 단게 겐조, 기무라 도시히코는 마에카와 사무소 출신이다.
근대건축을 최초로 발생시킨 서유럽에서 보면 전근대적이었던 일본에 진정한 근대건축을 뿌리내리게 한다는 사명을 자신 스스로에게 부과한 것에서부터 마에카와 구니오는 출발했다. 일본과 일본건축계는 당시 선진지역과 동수준의 기술적인 토대, 경제적 하부구조 또는 생산의 사회적 제조건을 준비해야 하며, 만약 그것이 선행 또는 병행되어 실현되지 않는다면, 일본의 근대건축은 겉보기에만 그럴 듯한 위작에 불과하다고 마에카와는 생각했다.
제2차 세계대전 중, 직후의 자재통제가 끝난 1950년대에 마에카와는 '일본상호은행본점'을 비롯한 제작품에 의해 '테크니컬 어프로치'의 모범을 보여 일본에 있어 근대건축의 기술적 제과제의 극복에 직접적, 간접적으로 기여하였다.
그러나 설계작품은 초기 및 중기에조차 균등라멘구조, 공업화, 기능주의 등에 의해 특징지어지는(이른바 국제양식의) 단순한 근대건축이라기보다도, '빛의 아래서 어우러지는 가지가지의 볼륨의 교치정확(巧緻精確)한 장려한 유희'(르 코르뷔지에)로 여길 수 있었기에 인간적인 척도와 민속적 내지는 토착적인 다사로움을 겸비하였다.
1960년대 중반 이래 마에카와는 산업사회와 그것을 뒷받침하는 합리주의의 몇몇 측면에 크게 비판적이게 되었으나, 근대운동의 이상의 최선의 부분을 최후까지 포기하지 아니했다. 무엇보다도 강조해야 할 것은 마에카와는 그 생애를 통하여 건축가의 직능과 직업윤리의 확립을 위하여 진력했다는 것이라 할 수 있다.